# Henry Rono

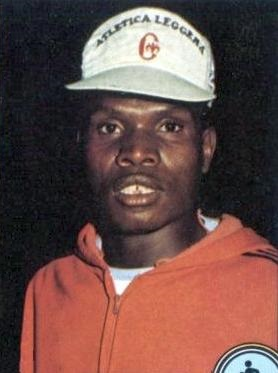
Henry Rono (1978)

Henry Rono (* 12. Februar 1952 in Kiptaragon, Nandi District; † 15. Februar 2024 in Nairobi) war ein kenianischer Langstreckenläufer, der 1978 binnen 81 Tagen vier Weltrekorde über 3000 Meter, 3000 Meter Hindernis, 5000 Meter und 10.000 Meter aufstellte.

## Leben
1978 gewann Rono bei den Commonwealth Games die Goldmedaillen über 3000 Meter Hindernis und 5000 Meter. Im gleichen Jahr stellte er in vier verschiedenen Disziplinen Weltrekorde auf. Er bekam einen für damalige Verhältnisse hoch dotierten Vertrag von Nike. Da Kenia aus politischen Gründen den Olympischen Sommerspielen 1976 in Montreal und 1980 in Moskau fernblieb, trat Rono nie bei Olympischen Spielen an. Nach diesen Erfolgen bekam er jedoch psychische Probleme und litt unter Verfolgungswahn. 1981 gelang ihm ein eindrucksvolles Comeback: Er konnte am 13. September den 5000-Meter-Weltrekord noch einmal auf 13:06,20 min verbessern. Aufgrund dieses Erfolges wurde er von vielen Managern wieder umworben und startete bei Meetings im 48-Stunden-Takt. Dies hatte jedoch eine körperliche Erschöpfung zur Folge, so dass er seine besten Leistungen nicht erbringen konnte. Auch das Wechseln auf die Marathondistanz verhalf ihm nicht zu guten Ergebnissen; beim Chicago-Marathon 1986 musste er sich mit einem 26. Platz begnügen. In den 1990er Jahren erregte er mit Alkohol-Exzessen Aufsehen. Der Leichtathletik-Weltverband IAAF musste ihn sogar aus dem Gefängnis freikaufen. Zeitweise lebte er in einer Obdachlosenunterkunft.
Nachdem er jahrelang von Gelegenheitsjobs gelebt hatte, gelang ihm ein Alkoholentzug. Er arbeitete danach als Sportlehrer in Albuquerque, betreute ein Team als Trainer und war bestrebt, in die Nähe seines einstigen Wettkampfgewichtes von 63 kg (bei einer Größe von 1,73 m) zu kommen, nachdem er zwischenzeitlich 100 kg auf die Waage gebracht hatte.
2007 veröffentlichte Henry Rono seine Autobiografie Olympic Dream. 2008 zeichnete ihn die IAAF bei ihrer Weltgala mit einem Inspirational Award aus.
Rono starb am 15. Februar 2024 im Alter von 72 Jahren in einem Krankenhaus in der kenianischen Hauptstadt Nairobi.

## Bestleistungen
- 1 Meile (Halle): 3:59,2 min, 20. März 1977, Pullman
- 3000 m: 7:32,1 min, 27. Juni 1978, Oslo
- 3000 m Hindernis: 8:05,4 min, 13. Mai 1978, Seattle
- 5000 m: 13:06,20 min, 13. September 1981, Knarvik
- 10.000 m: 27:22,47 min, 11. Juni 1978, Wien
- Marathon: 2:19:12 h, 26. Oktober 1986, Chicago

## Weltrekorde
10.000 m
- 11. Juni 1978 in 27:22,47 min in Wien (verbessert von Fernando Mamede am 2. Juli 1984)

5000 m
- 8. April 1978 in 13:08,4 min in Berkeley (nach dreieinhalb Jahren von ihm selbst unterboten)
- 13. September 1981 in 13:06,2 min in Knarvik (verbessert von David Moorcroft am 7. Juli 1982)

3000 m
- 27. Juni 1978 in 7:32,1 min in Oslo (verbessert 11 Jahre später von Saïd Aouita am 20. August 1989)

3000 m Hindernis
- 13. Mai 1978 in 8:05,4 min in Seattle (verbessert 11 Jahre später von Peter Koech am 3. Juli 1989)

## Auszeichnungen
- Weltsportler des Jahres (La Gazzetta dello Sport): 1978
- Inspirational Award der IAAF: 2008

## Veröffentlichung
- Olympic Dream. AuthorHouse, 2007, ISBN 1-4343-2787-6